# Ершов, Юрий Леонидович
Ю́рий Леони́дович Ершо́в (род. 1 мая 1940, Новосибирск) — советский и российский математик, академик РАН (1991), доктор физико-математических наук, профессор, советник РАН, лидер сибирской школы алгебры и логики. Число Эрдёша — 3.

## Биография
Родился в семье инженеров железнодорожного транспорта.
Среднюю школу окончил с серебряной медалью, в выпускном классе точные науки вытеснили его давний интерес к геологии. Не поступив в МФТИ (получил неудовлетворительную оценку на вступительном экзамене — устном по физике), год отработал токарем-карусельщиком на заводе имени Чкалова в Новосибирске и в 1958 году поступил на механико-математический факультет Томского государственного университета, но в 1961 году перевёлся в Новосибирский государственный университет, который окончил с отличием в 1963 году (первый выпуск).
Ещё будучи студентом НГУ, стал известен в кругу математиков новыми интересными научными результатами и через несколько месяцев после окончания университета, в 1963 году, защитил кандидатскую диссертацию на тему «Разрешимость элементарных теорий» (научный руководитель академик А. И. Мальцев). 3 мая 1966 года Ершов первым из выпускников НГУ защитил докторскую диссертацию на тему «Элементарные теории полей».
С 1967 по 2004 год работал заведующим отделом математической логики Института математики СО АН СССР.
24 ноября 1970 года был избран член-корреспондентом АН СССР по отделению математики.
С 1973 по 1976 год занимал должность декана механико-математического факультета Новосибирского государственного университета.
В мае 1980 года посетил США по программе Фулбрайта. Этот визит получил известность в математических кругах США как «The Ershov Affair».
В 1985 году Юрий Ершов был назначен ректором Новосибирского государственного университета, став первым ректором НГУ из числа
его выпускников. В этой должности Ершов проработал с 1985 по 1993 год.
В 1992 году был награждён премией имени А. И. Мальцева РАН за монографию «Теория нумераций».
С 1991 по 2002 год — директор НИИ математико-информационных основ образования при НГУ (с 1998 года — Институт дискретной математики и информатики Министерства образования РФ).
С 7 декабря 1991 года — действительный член РАН по Секции математики, механики, информатики (математика).
В 2000 году награждён орденом «За заслуги перед Отечеством» IV степени — за заслуги перед государством, многолетнюю плодотворную научную и педагогическую деятельность.
С 2002 года — исполняющий обязанности директора Института математики СО РАН.
С 2003 по 2011 год — директор Института математики СО РАН.
Лауреат Государственной премии Российской Федерации в области науки и техники 2002 года за монографию «Кратно нормированные поля».
В 2010 году награждён орденом «За заслуги перед Отечеством» III степени.
В том же году стал лауреатом премии Правительства Российской Федерации в области образования за цикл трудов «Концепция формирования логико-математического образования в высшей школе».
В 2013 году получил Демидовскую премию за выдающиеся заслуги в развитии математической логики.
В 2016 году был награждён орденом Александра Невского.
Академик Ю. Л. Ершов является председателем объединённого Учёного совета по математике и информатике СО РАН, председателем Диссертационного совета Д 003.015.02 (по специальности «01.01.06 — математическая логика, алгебра и теория чисел») при Институте математики СО РАН и главным редактором Сибирского математического журнала и журнала Алгебра и логика.

## Конфликты
Приезд Ершова в США по программе Фулбрайта сопровождался пикетами и публичными протестами. 40 математиков Калифорнийского университета в Беркли и других вузов объявили Ершову бойкот в связи с его участием в антисемитской политике против еврейских коллег в СССР. Эти выступления были отмечены американскими СМИ, в частности, The Boston Globe. Письма с призывом к бойкоту подписали Леон Хенкин, Джулия и Рафаэль Робинсон, Джон Келли, Стивен Смэйл, Бертон Дребен, Хилари Патнэм, Акиро Канамори, Хартли Роджерс, Сай Фридман, Ричард Шор и ряд других известных учёных. Сам Ершов отрицал обвинения и утверждал, что никогда не руководствовался в работе расовыми и национальными предрассудками.

## Семья
Мать — Ариадна Артемьевна, дочь писателя Артемия Ильича Ершова.
Женат, имеет троих детей. Сын — Данила Ершов, басист новосибирской панк-группы «Пищевые отходы». Старший брат — академик В. Л. Макаров (род. 1937).

## Научные интересы
Основными результатами Ю. Л. Ершова стали решение классической проблемы о разрешимости элементарной теории поля p-адических чисел и создание общей теории нумераций, нашедшей многочисленные приложения в математической логике. В частности, одним из результатов теории нумераций было построение категории {\displaystyle f_{0}}-пространств, с помощью которой может быть построена непротиворечивая модель бестипового λ-исчисления, во многих аспектах более удобная, чем топология Скотта.

## Основные работы
- Ершов, Юрий. Теория нумераций. — М.: Наука, 1977. — 416 с.
- Ершов, Юрий. Проблемы разрешимости и конструктивные модели. — М.: Наука, 1980. — 415 с.
- Ершов Ю. Л., Палютин Е. А. Математическая логика. — М.: Наука, 1987. — 336 с. (5-е изд. СПб., 2005)
- Ершов, Юрий. Определимость и вычислимость. — Новосибирск: Научная книга, 1996. — 286 с. — ISBN 9780306110399. (2-е изд., 2000)
- Гончаров, С. С.; Ершов, Ю. Л. Конструктивные модели. — Новосибирск: Научная книга, 1999. — 345 с. — ISBN 9785881190217.
- Ершов, Ю. Л. Кратно нормированные поля. — Новосибирск: Научная книга, 2000. — 329 с. — ISBN 9785881190217.